# Meadow (Utah)
Meadow – miasto w Stanach Zjednoczonych, w stanie Utah, w hrabstwie Millard.